# Čechovi
Čechovi jsou český dramatický televizní seriál. Premiérově byl vysílán v roce 2019 na TV Barrandov, úvodní díl byl uveden 28. října 2019, závěrečný desátý 18. prosince 2019.
Čechovy napsal a produkoval Tomáš Magnusek, který v seriálu zároveň ztvárnil jednu z hlavních rolí, a spolu s Evou Toulovou jej režíroval. Seriál představuje život rodiny Čechových, podnikatelské rodiny čtyř generací, která bydlí v jednom domě. Pořad se má podle tvůrce podobat americkému Dallasu. Rodinnou vilu Čechových představuje vila Viktorka v Babiččině údolí. Natáčení začalo v listopadu 2018 a skončilo v dubnu 2019. Poté Magnusek hledal stanici, která seriál bude vysílat. Dne 9. října 2019 bylo oznámeno, že první díl uvede 28. října 2019 TV Barrandov.

## Příběh
Jan Čech vybudoval po sametové revoluci úspěšnou stavební firmu. Nyní, po 30 letech, hledá mezi svými třemi dětmi nástupce, který by podnikání převzal. Žádný z potomků, který s rodiči žije ve velkém rodinném sídle, však zcela nevyhovuje jeho představám. Jan proto začne brát v úvahu i svého nejstaršího vnuka.

## Obsazení

### Hlavní role
| Miloslav Mejzlík          | Jan Čech            |
| Kateřina Macháčková       | Sabina Čechová      |
| Petr Batěk                | Michal Čech         |
| Andrea Elsnerová          | Eva Čechová-Rónová  |
| Robert Cejnar             | Patrik Čech         |
| Tereza Ticháčková         | Tereza Sedlmajerová |
| Bára Šťastná              | Sylva Čechová       |
| Regina Rázlová            | Jiřina Rónová       |
| Josef Nedorost            | Jiří Róna           |
| Libuše Švormová           | Hana Čechová        |
| Tereza Petrášková-Němcová | Kateřina Čechová    |
| Tomáš Magnusek            | Samuel Čech         |

### Vedlejší role
| Kamila Janovičová | Tamara Leová        |
| Ladislav Županič  | Josef John          |
| Radim Uzel        | Robert Winkler      |
| Josef Zíma        | Viktor Urban        |
| Eva Hrušková      | sekretářka Irma     |
| Felix Slováček    | policejní prezident |